# Pouteria leptopedicellata
Pouteria leptopedicellata là một loài thực vật thuộc họ Sapotaceae. Loài này có ở Costa Rica và Panama.